# ジェニー (オランウータン)
ジェニー（Jenny, ？ - 1839年5月28日）はロンドン動物園で飼育されていたメスのオランウータンである。
1837年11月、ロンドン動物園はボルネオ帰りのモス(Moss)という名の水夫からオランウータンを購入した。3歳ほどの雌で、レディー・ジェーン(Lady Jane)と名付けられ、縮めてジェニーと呼ばれた。ジェニーはロンドン動物園では初めてのオランウータンであった。ジェニーは服を着せられて公開され、多数の見物客を集めた。
見物客の中には、ビーグル号の航海から帰国したチャールズ・ダーウィンもいた。ジェニーはダーウィンが観察した最初の類人猿であった。ダーウィンが観察に訪れた際、ジェニーはちょうど飼育係からリンゴを与えられるところで、まるで人間の子供のように足をばたつかせていた。こうしたジェニーの挙動はダーウィンの感情研究の契機となり、1839年に長男（ウィリアム・ダーウィン）が誕生すると、その挙動をオランウータンを比較しながら研究を進めていくことになった。
その後、ジェニーは1839年5月に病死した。